# 張逵
張逵（1493年—？），字懋登，浙江紹興府餘姚縣人，官籍，明朝政治人物。

## 生平
正德十一年（1516年）丙子科浙江鄉試第二十二名舉人。正德十六年（1521年）中式辛巳科會試第六十三名，登第二甲第十五名進士。改翰林院庶吉士。
嘉靖元年（1522年），授刑科給事中，嘉靖三年（1524年）因參與大禮議事件而下獄。伺候升任右給事中，因彈劾郭勛忤旨，黜為吳江縣丞。復坐李福達獄逮問，謫戍遼東邊衞。十六年赦免释放。隆慶初年，贈光祿少卿。

## 家族
曾祖張皥；祖父張偉，贈刑部主事；父張璿，曾任刑部員外郎。母韓氏（封賢人）。具庆下。

## 延伸阅读
[在维基数据编辑]
 《明史卷二百〇六》，出自《明史》